# Leopold Löw
Leopold Löw (21. května 1810 Černá Hora – 13. října 1875 Segedín) byl rabín a jedním z představitelů konzervativního judaismu.
V letech 1835-1841 studoval filologii, pedagogiku a teologii v Bratislavě, Pešti a Vídni. Roku 1841 se stal rabínem ve Velké Kaniže. Roku 1848 se zúčastnil revoluce, byl zatčen a uvězněn. Dokonce mu hrozil trest smrti. Jeho znalosti a politické schopnosti mu zajistily propuštění a vídeňský dvůr si ho zval k řešení záležitostí týkajících se uherských židů. Byl prvním, kdo zavedl do liturgie národní jazyk místo hebrejštiny.[zdroj?]
Měl pět synů.